# Halo 4 Original Soundtrack
Halo 4 Original Soundtrack é a trilha sonora oficial do jogo eletrônico de tiro em primeira pessoa Halo 4, desenvolvido pela 343 Industries e publicado pela Microsoft Studios. O produtor musical britânico Neil Davidge foi o principal compositor e produtor de Halo 4. A trilha sonora foi lançada em 19 de outubro de 2012 na Austrália e Nova Zelândia, e 22 de outubro em todos os lugares. Um segundo volume contendo mais da partitura foi lançado digitalmente em 8 de abril de 2013.
Davidge era um fã de Halo que teve a honra de ter a chance de escrever músicas para os jogos. Inspirando-se no conceito de arte e outros visuais do jogo, ele começou a escrever músicas para o jogo em dezembro de 2010. Davidge descreveu sua música como uma evolução da música anterior de Halo, projetada para acompanhar o novo estilo do universo.
A recepção da crítica para a música de Halo 4 e a trilha sonora foi altamente positiva. No entanto, a ausência do tema icônico da trilogia Halo original, sem o estabelecimento de um novo, recebeu visões polarizadas dos jogadores. O álbum estreou o número 50 na Billboard 200 nos Estados Unidos, tornando-se a trilha sonora de jogo mais bem cotada de todos os tempos.

## Antecedentes

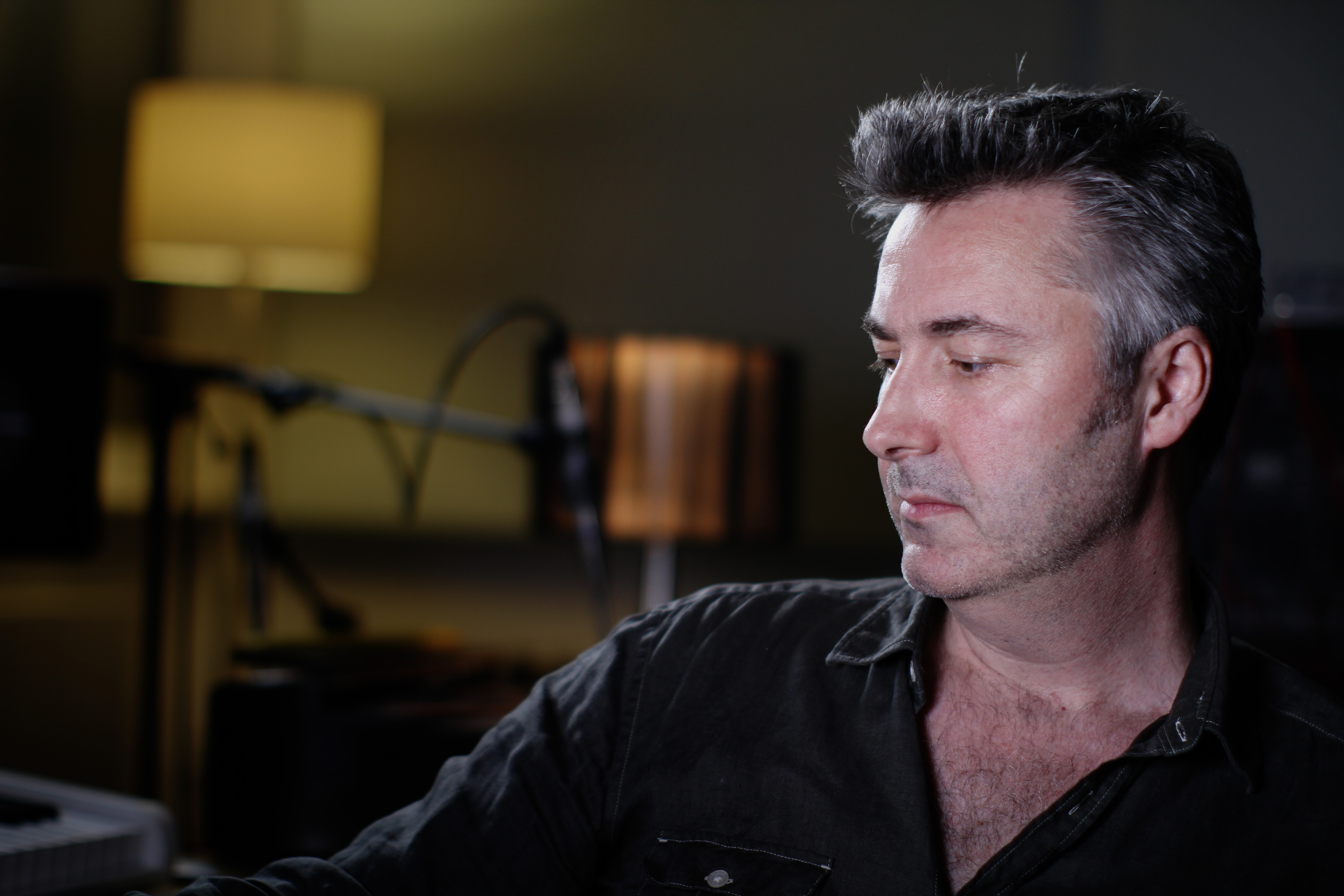
Compositor Neil Davidge

A maioria das trilhas sonoras anteriores do Halo foi composta por Martin O'Donnell, Michael Salvatori e pela equipe de áudio da Bungie; Stephen Rippy compôs a música para o jogo spinoff Halo Wars. Davidge é mais conhecido por seu trabalho como co-escritor e produtor de Massive Attack, e também compôs as partituras para vários filmes.
O diretor de áudio do Halo 4, Sotaro Tojima, começou a procurar o compositor do jogo em 2010. "Eu tive uma visão para a produção musical Halo 4 que eu considero como "Digital e Orgânica", ele escreveu - "algo muito inspirado no roteiro do jogo." Essa visão levou-o a explorar a música eletrônica e a dance music para encontrar o som escolhido. Tojima decidiu sobre Davidge depois de um ano de busca. A 343 Industries oficialmente nomeou Davidge como principal compositor de Halo 4 em 11 de abril de 2012; nesse ponto o nome do compositor de Halo 4 foi mantido em segredo por quinze meses.
Davidge é um fã de longa data de Halo; ele jogava Combat Evolved durante o tempo de inatividade na produção de álbuns para o Massive Attack em 2001. Davidge credita os jogos com o fornecimento de uma história heroica que o lembrou de sua juventude lendo histórias em quadrinhos. "Eu adoraria poder inspirar as pessoas [como Halo faz]", disse ele. Davidge voou para Seattle, Washington em dezembro de 2010 para se encontrar com o pessoal da 343 Industries. Posteriormente, ele começou a escrever conceito e música protótipo para o projeto antes de ser oficialmente engajado em julho ou agosto de 2011.
Davidge pensou inicialmente que fazer música para o jogo seria semelhante ao processo de um filme; "Logo descobri que as semelhanças eram poucas", disse ele mais tarde à Rolling Stone, já que a música para o jogo teve que mudar dinamicamente sua duração e composição dependendo das ações dos jogadores. Grande parte da música de Halo 4 foi escrita na guitarra ou no piano; em casa, Davidge às vezes cantava melodias em um ditafone para posterior transcrição. Enquanto compunha, ele via imagens de slideshow e material visual para influenciar seu trabalho. Davidge jogou por partes inacabadas do jogo em busca de inspiração; ele acabou usando a arte conceitual de desenvolvimento do jogo como inspiração para sua música.
Enquanto Davidge se declarava um grande fã do trabalho de O'Donnell, ele sentiu que a música precisava mudar para se encaixar na nova trilogia. "A frase que continuou circulando foi 'evolução e não revolução' da partitura", disse ele. "[Eles queriam a] direção mais eletrônica, um pouco mais beat-driven, que é uma razão por que eles vieram até mim. Eles queriam carne fresca, sonoramente, um novo universo. Um que eles poderiam expandir em sequências que se seguiriam."

## Gravação

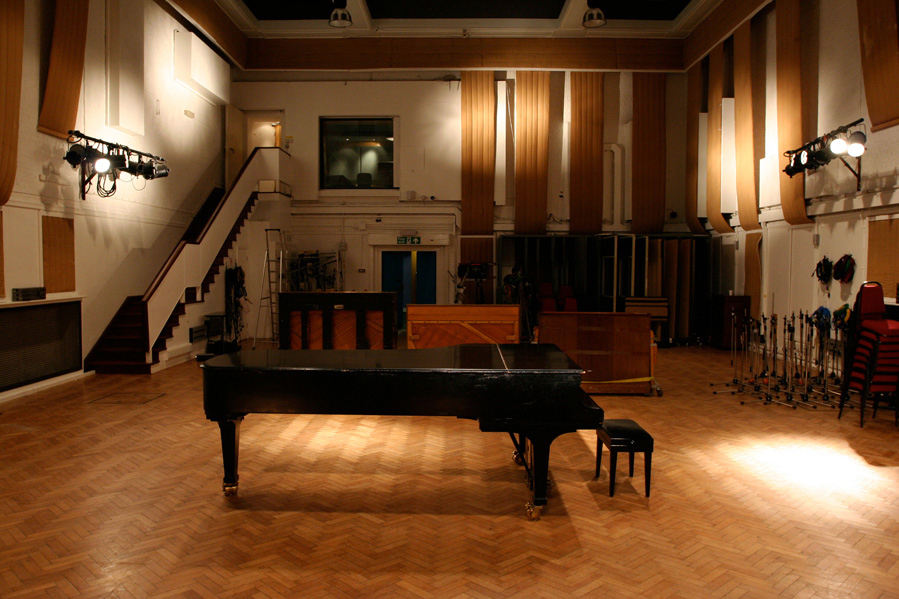
Peças da partitura de Halo 4 foram gravadas no Abbey Road Studios

A gravação de boa parte da trilha sonora aconteceu nos estúdios Abbey Road Studios e Angel Recording Studios, ambos situados em Londres, no Reino Unido. Davidge e sua equipe de produção recrutaram a Chamber Orchestra de 50 integrantes de Londres, além de 26 vocalistas masculinos e femininos e outros artistas.
A faixa 12, "117", foi composta por Kazuma Jinnouchi e executada pela Hollywood Studio Symphony. As gravações foram feitas no Newman Scoring Stage da 20th Century Fox em Los Angeles, Estados Unidos.

## Lançamento
| Região         | Data                  | Gravadora                            | Formato     |
| -------------- | --------------------- | ------------------------------------ | ----------- |
| Austrália      | 19 de outubro de 2012 | 7Hz/Sony Music                       | CD, digital |
| Nova Zelândia  | 19 de outubro de 2012 | 7Hz/Sony Music                       | CD, digital |
| Europa         | 22 de outubro de 2012 | 7Hz/Essential                        | CD, digital |
| Japão          | 22 de outubro de 2012 | 7Hz/Essential                        | CD, digital |
| Estados Unidos | 22 de outubro de 2012 | 7Hz/The End/RED                      | CD, digital |
| Canadá         | 22 de outubro de 2012 | 7Hz/The End/RED                      | CD, digital |
| América do Sul | 22 de outubro de 2012 | 7Hz/The End/RED                      | CD, digital |
| Mundial        | 6 de novembro de 2012 | 7Hz/Sony Music/Essential/The End/RED | CD duplo    |

A trilha sonora original foi lançada nos formatos físico e digital. Os clientes que compraram o CD físico receberam um voucher de download gratuito para remixes e músicas adicionais que não estão incluídas na trilha sonora, mas que são apresentadas no jogo. Também foi lançado um box de edição limitada de dois discos com a Halo 4 Original Soundtrack e o Halo 4 Original Soundtrack Remixes, além de um DVD com mais de 70 minutos de cenas dos bastidores do Abbey Road Studios. Está disponível uma edição digital especial que apresenta a trilha sonora e seis faixas do álbum de remixes.
Em 3 de outubro de 2012, a 343 Industries anunciou que realizaria um Concurso de Remixes de Halo 4 Soundtrack. A competição aconteceu de 3 de outubro de 2012 até 29 de outubro de 2012; os participantes poderiam usar samples das faixas "Awakening", "To Galaxy" e "Revival" e enviar seus próprios remixes. As inscrições foram julgadas por Davidge, Tojima e pelos produtores musicais Caspa e Sander van Doorn. Os participantes das inscrições vencedoras receberam prêmios, incluindo o pacote do console Xbox 360 Limited Edition Halo 4, a Halo 4 Original Soundtrack em si e muito mais.
Em 3 de outubro de 2012, também foi anunciado que a data de lançamento da edição especial limitada da caixa seria enviada para 6 de novembro de 2012, para coincidir com a data de lançamento do jogo; isso foi devido a uma revelação de conteúdo exclusivo. Em 4 de dezembro de 2012, Halo 4 Original Soundtrack Remixes foi lançado digitalmente.
Halo 4 Original Soundtrack Volume 2 foi lançado digitalmente em 8 de abril de 2013.

## Recepção
| Críticas profissionais | Críticas profissionais |
| Avaliações da crítica  | Avaliações da crítica  |
| Fonte                  | Avaliação              |
| ---------------------- | ---------------------- |
| Allmusic               | [ 15 ]                 |

Nos Estados Unidos, o álbum estreou no 50º lugar no ranking da Billboard 200, tornando-se a trilha sonora de videogame mais alta a se destacar no gráfico. Durante a primeira semana, vendeu quase 9.000 unidades.
A recepção crítica à música e trilha sonora foi geralmente positiva. James Wargacki, escrevendo para a Electronic Gaming Monthly, resumiu a trilha sonora e o álbum de remixes como "uma divertida e agradável coleção de músicas", com o trabalho de Davidge introduzindo novos elementos para a série e remontando aos temas clássicos. Dustin Chadwell, do Gaming Age, apreciou que Davidge evitasse recauchutar material antigo da série e escreveu uma trilha sonora "única" para o lançamento, com várias faixas de destaque. Francesca Reyes da Official Xbox Magazine escreveu que muitas áreas do Halo 4 eram altamente polidas, incluindo a partitura; "a música do novo compositor Neil Davidge combina expansões orquestrados com blips eletrônicos sutis e bleeps com grande efeito."
Ryan McCaffrey, da IGN, escreveu que, embora fosse uma escolha sábia para a Microsoft seguir uma direção diferente do estilo de O'Donnell, "os resultados [eram] mistos"; As composições "atmosféricas" de Davidge não foram memoráveis na estimativa de McCaffrey, e complementaram a ação em vez de aumentar o número.
A trilha sonora do Halo 4 foi indicada na categoria de Melhor Trilha Sonora no Inside Gaming Awards de 2012 Spike Video Game Awards de 2012.

## Lista de músicas

### Volume 1
Todas as músicas compostas por Neil Davidge, exceto onde indicado.
| Halo 4 Original Soundtrack |                      |                  |         |  |
| N.º                        | Título               | Música           | Duração |  |
| 1.                         | "Awakening"          |                  | 5:41    |  |
| 2.                         | "Belly of the Beast" |                  | 2:39    |  |
| 3.                         | "Requiem"            |                  | 2:16    |  |
| 4.                         | "Legacy"             |                  | 2:29    |  |
| 5.                         | "Faithless"          |                  | 5:02    |  |
| 6.                         | "Haven"              |                  | 5:45    |  |
| 7.                         | "Nemesis"            |                  | 3:31    |  |
| 8.                         | "Ascendancy"         |                  | 4:20    |  |
| 9.                         | "Solace"             |                  | 4:45    |  |
| 10.                        | "To Galaxy"          |                  | 4:58    |  |
| 11.                        | "Immaterial"         |                  | 7:33    |  |
| 12.                        | "117"                | Kazuma Jinnouchi | 7:29    |  |
| 13.                        | "Arrival"            |                  | 5:37    |  |
| 14.                        | "Revival"            |                  | 7:19    |  |
| 15.                        | "Green and Blue"     |                  | 7:59    |  |
| Duração total:             | Duração total:       | Duração total:   | 77:56   |  |

| Halo 4 Original Soundtrack Special Digital Edition faixas bônus |                                                               |         |  |
| N.º                                                             | Título                                                        | Duração |  |
| 16.                                                             | "Awakening" (Gui Boratto remix)                               | 7:22    |  |
| 17.                                                             | "To Galaxy" (Sander Van Doorn & Julian Jordan remix)          | 6:46    |  |
| 18.                                                             | "Ascendancy" (Caspa remix)                                    | 3:53    |  |
| 19.                                                             | "Revival" (DJ Skee & THX remix)                               | 3:35    |  |
| 20.                                                             | "Requiem" (Bobby Tank remix)                                  | 5:34    |  |
| 21.                                                             | "The Beauty of Cortana" (Apocalyptica vs. Neil Davidge remix) | 5:08    |  |

| Halo 4 Original Soundtrack Remixes |                                                               |         |  |
| N.º                                | Título                                                        | Duração |  |
| 1.                                 | "Awakening" (Gui Boratto remix)                               | 7:24    |  |
| 2.                                 | "Green and Blue" (KOAN Sound remix)                           | 4:02    |  |
| 3.                                 | "Requiem" (Bobby Tank remix)                                  | 5:36    |  |
| 4.                                 | "Ascendancy" (Caspa remix)                                    | 3:55    |  |
| 5.                                 | "To Galaxy" (Sander Van Doorn & Julian Jordan remix)          | 6:48    |  |
| 6.                                 | "Haven" (Hundred Waters remix)                                | 4:22    |  |
| 7.                                 | "Revival" (DJ Skee & THX remix)                               | 3:37    |  |
| 8.                                 | "Ascendancy" (Matt Lange remix)                               | 5:04    |  |
| 9.                                 | "Nemesis" (Alvin Risk remix)                                  | 4:39    |  |
| 10.                                | "Solace" (Maor Levi remix)                                    | 7:17    |  |
| 11.                                | "Arrival" (Norin & Rad remix)                                 | 4:00    |  |
| 12.                                | "Green and Blue" (Andrew Bayer remix)                         | 3:24    |  |
| 13.                                | "Foreshadow" (James Iha remix)                                | 2:51    |  |
| 14.                                | "The Beauty of Cortana" (Apocalyptica vs. Neil Davidge remix) | 5:08    |  |

### Volume 2
| Halo 4 Original Soundtrack Volume 2 |                                   |                                     |         |  |
| N.º                                 | Título                            | Música                              | Duração |  |
| 1.                                  | "Atonement"                       | Jinnouchi                           | 3:16    |  |
| 2.                                  | "Gravity"                         | Jinnouchi                           | 2:09    |  |
| 3.                                  | "Wreckage"                        | Jinnouchi                           | 3:24    |  |
| 4.                                  | "Aliens"                          | Davidge                             | 5:31    |  |
| 5.                                  | "Kantele Bow"                     | Davidge                             | 4:04    |  |
| 6.                                  | "Pylons"                          | Davidge                             | 5:39    |  |
| 7.                                  | "Escape"                          | Davidge                             | 3:57    |  |
| 8.                                  | "Swamp"                           | Davidge                             | 2:49    |  |
| 9.                                  | "Push Through"                    | Davidge                             | 4:44    |  |
| 10.                                 | "Convoy"                          | Davidge                             | 4:44    |  |
| 11.                                 | "To Galaxy" (Extended)            | Davidge                             | 7:04    |  |
| 12.                                 | "Lasky’s Theme"                   | Jinnouchi                           | 3:55    |  |
| 13.                                 | "Foreshadow"                      | Davidge                             | 3:34    |  |
| 14.                                 | "Cloud City"                      | Davidge                             | 4:35    |  |
| 15.                                 | "This Armour"                     | Davidge                             | 4:47    |  |
| 16.                                 | "Intruders"                       | Jinnouchi                           | 3:39    |  |
| 17.                                 | "Mantis"                          | Jinnouchi                           | 4:02    |  |
| 18.                                 | "Sacrifice"                       | Jinnouchi                           | 3:02    |  |
| 19.                                 | "Never Forget" (Midnight Version) | Martin O'Donnell, Michael Salvatori | 4:37    |  |
| 20.                                 | "Majestic"                        | Jinnouchi                           | 2:12    |  |
| Duração total:                      | Duração total:                    | Duração total:                      | 81:44   |  |

## Gráficos
| Gráfico (2012)                                | Pico de posição |
| --------------------------------------------- | --------------- |
| Billboard 200 nos EUA                         | 50              |
| Álbuns independentes da Billboard nos EUA     | 10              |
| Melhores trilhas sonoras da Billboard nos EUA | 3               |

## Pessoal
Todas as informações foram tiradas das anotações do encarte do CD.
| Produção e Técnico - Neil Davidge – compositor, produtor - Davidge, Andrew Morgan – arranjos, programação, produção adicional e orquestração - Kazuma Jinnouchi – compositor, "117" - Nobuko Toda – orquestração, Produtor de partituras "117" - Matt Dunkley – orquestração e arranjos - Jeremy Holland Smith – arranjos adicionais, "Librarian" & "Green and Blue" - Gaetan Schurrer – programação adicional - Andry Bradfield, Jeremy Wheatley – mixagem - Davidge, Niall Ascott, Marco Migliari, Paul Walton – mixagem adicional - Marco Migliari – engenharia e suporte técnico - Paul Chessell – artwork design | 343 Industries - Sotaro "Tajeen" Tojima – diretor de música - Kazuma Jinnouchi – supervisão musical, música adicional - Ken Kato – produtor executivo de áudio Gravação - Dakota Music – copistas - Geoff Foster – engenheiro de gravações de orquestra e coro - Lewis Jones, Paul Pritchard, Matt Mysko, Chris Parker, Rupert Coulson – engenheiros assistentes - Matt Dunkley – Maestro da Chamber Orchestra de Londres - Claire Tchaikowski – vocal feminino, arranjos vocais em "Legacy", "Awakening", "Solace" - Dessislava Stefanova – vocal feminino, maestro do The London Bulgarian Choir - The London Bulgarian Choir – vocais de coro feminino |